# Omar Zegarra
Omar Zegarra Tejada (Callao, 6 de agosto de 1980) es un exfutbolista y entrenador peruano. Jugaba de lateral derecho y actualmente dirige a Atlético Chalaco que participa en la Copa Perú. Tiene 45 años. 

## Trayectoria
Debutó profesionalmente en el año 1998 jugando por el Sport Boys. Luego, sus buenas actuaciones lo llevarían a Sporting Cristal y Alianza Lima. donde fue campeón en el Campeonato Descentralizado 2006.
Fue también parte del equipo de seguridad de la Selección de fútbol del Perú, y actualmente es DT. del Club Atlético Chalaco, del Callao.

## Clubes
| Club                 | País | Año       |
| -------------------- | ---- | --------- |
| Sport Boys           | Perú | 1998-2002 |
| Sporting Cristal     | Perú | 2003      |
| Atlético Universidad | Perú | 2004      |
| Sport Boys           | Perú | 2005      |
| Alianza Lima         | Perú | 2006      |
| Sport Boys           | Perú | 2007      |
| FBC Melgar           | Perú | 2008      |
| Total Chalaco        | Perú | 2009      |
| Alianza Atlético     | Perú | 2010      |
| Unión Comercio       | Perú | 2011      |
| Cobresol FBC         | Perú | 2012      |
| Los Caimanes         | Perú | 2013      |
| Sport Boys           | Perú | 2014-2015 |

## Palmarés
| Título                    | Club             | País | Año  |
| ------------------------- | ---------------- | ---- | ---- |
| Torneo Apertura           | Sporting Cristal | Perú | 2003 |
| Torneo Apertura           | Alianza Lima     | Perú | 2006 |
| Primera División del Perú | Alianza Lima     | Perú | 2006 |
| Segunda División          | Los Caimanes     | Perú | 2013 |